# Blok Flamandzki
Blok Flamandzki (niderl. Vlaams Blok, VB) – belgijska niderlandzkojęzyczna partia polityczna o profilu skrajnie nacjonalistycznym. Funkcjonowała w latach 1979–2004.

## Historia
Ugrupowanie założyli działacze skupieni wokół Karela Dillena. W drugiej połowie lat 70. wystąpił z Unii Ludowej w proteście przeciw podpisaniu przez tę partię porozumienia z rządem traktowanej przez niego jako sztuczny twór Belgii. Założył w 1977 Flamandzką Partię Narodową, która rok później w koalicji z Flamandzką Partią Ludową wystartowała w wyborach parlamentarnych jako koalicja Blok Flamandzki. Tę ostatnią nazwę jego formacja przejęła w 1979. Blokiem Flamandzkim Karel Dillen kierował nieprzerwanie do 1996, kiedy to ustąpił na rzecz Franka Vanhecke.
Blok Flamandzki początkowo uzyskiwał wyniki wyborcze na poziomie poniżej 2%. Dopiero na początku lat 90. zaczął zyskiwać na popularności, w 2003 po raz pierwszy w skali kraju przekroczył 10% głosów. Jego sukcesy wyborcze doprowadziły do marginalizacji Unii Ludowej. Partia głosiła hasła nacjonalistyczne, opowiadała się za oderwaniem Regionu Flamandzkiego od Belgii. W 2004 zajęła drugie miejsce w wyborach do Parlamentu Flamandzkiego z poparciem we Flandrii na poziomie 24,2%, ustępując jedynie chadekom. Od lat 80. pozostałe partie wykluczały możliwość negocjacji koalicyjnych z Blokiem Flamandzkim, działając na zasadzie tzw. kordonu sanitarnego.
W tym samym roku ugrupowanie zostało przez sąd najwyższy prawomocnie uznane za rasistowskie i ksenofobiczne, a tym samym działające z naruszeniem prawa. Decyzja ta oznaczała rozwiązanie partii. Jego działacze niezwłocznie założyli formację o nazwie Interes Flamandzki, która stała się faktycznym sukcesorem Bloku Flamandzkiego.

## Wyniki wyborcze
Wybory do Izby Reprezentantów:
- 1978: 1,4% głosów, 1 mandat
- 1981: 1,1% głosów, 1 mandat
- 1985: 1,4% głosów, 1 mandat
- 1987: 1,9% głosów, 2 mandaty
- 1991: 6,6% głosów, 12 mandatów
- 1995: 7,8% głosów, 11 mandatów
- 1999: 9,9% głosów, 15 mandatów
- 2003: 11,6% głosów, 18 mandatów